# Mao Zedong
Pour les articles homonymes, voir Mao.
Dans ce nom chinois, le nom de famille, Mao , précède le nom personnel.
Mao Zedong (nom chinois 毛泽东 /mǎu tsɤ̌.tʊ́ŋ/ , également appelé en français sous la transcription de Mao Tsé-toung /ma.o tse.tuŋɡ/, issue du système Wade-Giles, ancien système de romanisation du mandarin) est un homme d'État et chef militaire chinois né le 26 décembre 1893 à Shaoshan (province du Hunan) et mort le 9 septembre 1976 à Pékin. Fondateur de la république populaire de Chine, il en a été le principal dirigeant de 1949 à sa mort.
Fils de paysans aisés, il est l'un des membres historiques du Parti communiste chinois (Shanghai, 1921), parvenant progressivement à s’en faire reconnaître comme le dirigeant suprême, notamment lors de l'épisode de la Longue Marche, entre 1934 et 1935. Après de longues années de guérilla contre les nationalistes du Kuomintang dirigés par Tchang Kaï-chek, ainsi que contre l’envahisseur japonais pendant la guerre sino-japonaise (1937-1945), Mao sort vainqueur de l'ultime phase de la guerre civile chinoise, avec la victoire de l'Armée populaire de libération (1949). Il proclame la république populaire de Chine, le 1er octobre 1949 à Pékin ; il sera d'ailleurs le premier à occuper la fonction de président de la République populaire de 1954 à 1959. Ses principaux postes, qu’il occupe jusqu’à sa mort en 1976 et qui lui permettent de rester le numéro un du régime, sont ceux de président du Parti communiste chinois et de président de la Commission militaire centrale, le premier lui garantissant la maîtrise du Parti, et le second celle de l'Armée populaire de libération.
Mao Zedong impose à la population le collectivisme communiste et la dictature du parti unique, en suivant de très près le modèle soviétique dans un premier temps. Il est à l’origine du lancement de la « réforme agraire chinoise », de la « campagne pour réprimer les contre-révolutionnaires », des « campagnes des trois anti et des cinq anti », du « mouvement Sufan » et de la « campagne anti-droitiste ». Dans le même temps, Mao envoie des troupes de l'Armée populaire de libération pour aider la Corée du Nord dans la guerre de Corée. En 1958, il lance le développement de « Deux bombes, un satellite ». Au nom de la définition d’une « voie chinoise vers le socialisme », il se démarque ensuite progressivement de l'URSS et sera l’inspirateur direct du Grand Bond en avant, responsable de famines de masse et de la mort de millions de personnes.
Après avoir été mis à l'écart par ses collaborateurs et laissé la présidence de la République à Liu Shaoqi, il lance le « Mouvement d'éducation socialiste » en 1963, et soulève les étudiants chinois contre la direction du Parti pour reprendre le pouvoir, livrant les villes à la violence des gardes rouges au cours de la révolution culturelle, entre 1966 et 1969. Il s'appuie dans un premier temps sur Lin Biao, puis ce dernier est à son tour évincé. Ayant éliminé ses rivaux et rétabli l'ordre à son profit, il fait l'objet d'un culte de la personnalité et rapproche alors davantage la république populaire de Chine d'un État de type totalitaire de 1969 à 1976. Le nombre de morts estimé de la révolution culturelle varie de centaines de milliers à des millions,. Au total, Mao Zedong est responsable de la mort de dizaines de millions de Chinois, selon les estimations,.
Sa politique internationale des années 1970 marque un rapprochement avec l'Occident, qui permet la réintégration de la Chine dans le concert mondial (entrée à l'ONU, 1971). En 1975, Mao laisse son Premier ministre Zhou Enlai décréter un nouveau programme de réformes, les « Quatre Modernisations ». Celui que l'on surnomme « le Grand Timonier » meurt en 1976 sans avoir désigné de successeur. Sous la direction de Deng Xiaoping, la Chine réhabilite peu après un certain nombre de ses victimes (Boluan Fanzheng), tout en continuant l’ouverture à une certaine forme d’économie de marché.
Dès les années suivant sa mort, alors que ses proches et principaux partisans sont progressivement écartés ou arrêtés, le Parti communiste chinois véhicule une vision contrastée du personnage, exaltant le penseur politique et le chef de guerre libérateur tout en déplorant les « erreurs » du dirigeant, à savoir le Grand Bond en avant et la révolution culturelle. Ses écrits théoriques et sa pratique politique ont donné naissance à un courant marxiste-léniniste connu sous le nom de maoïsme.

## Biographie

### Jeunesse et formation

#### Origines familiales

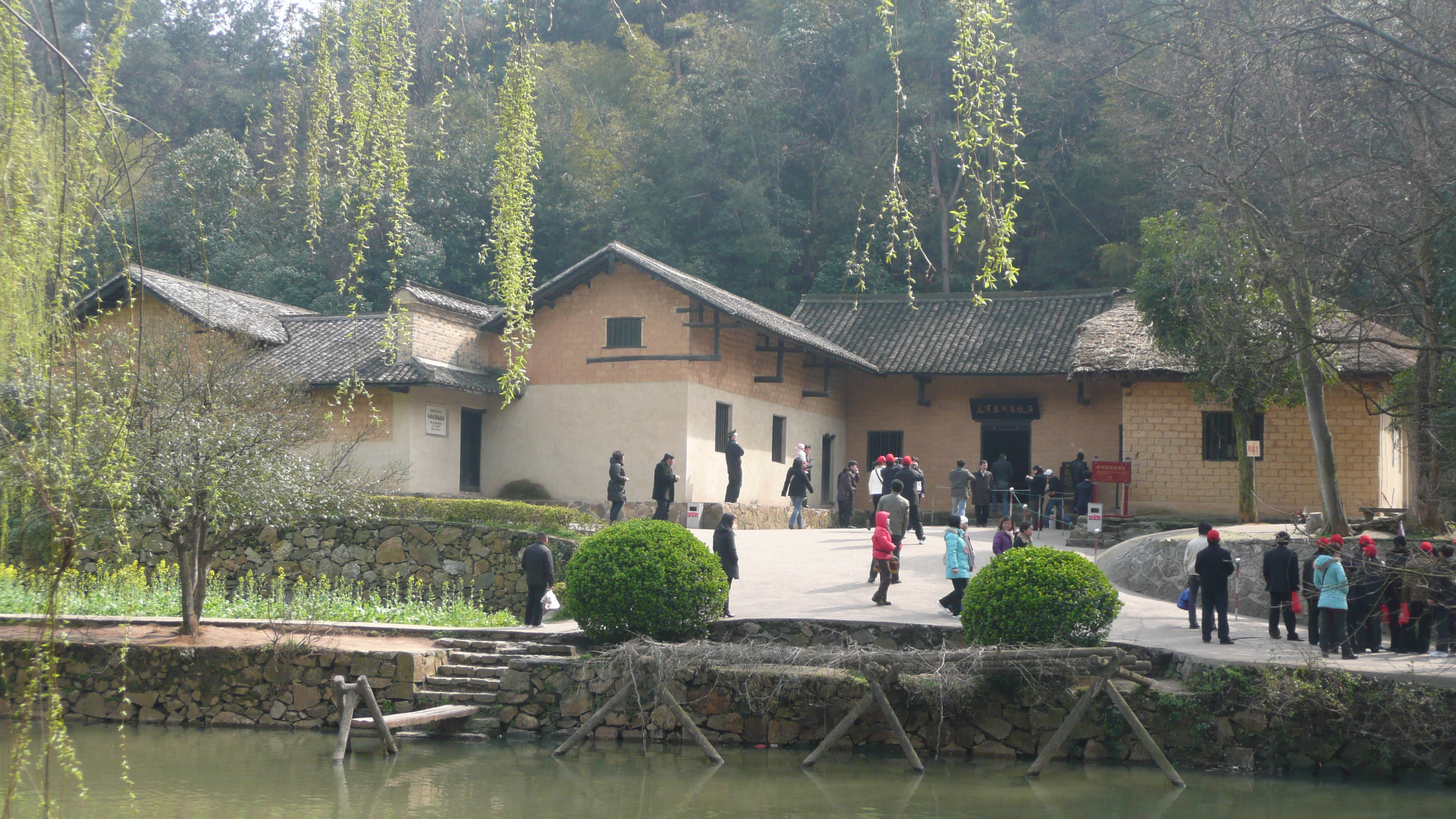
Maison natale de Mao à Shaoshan (2010).

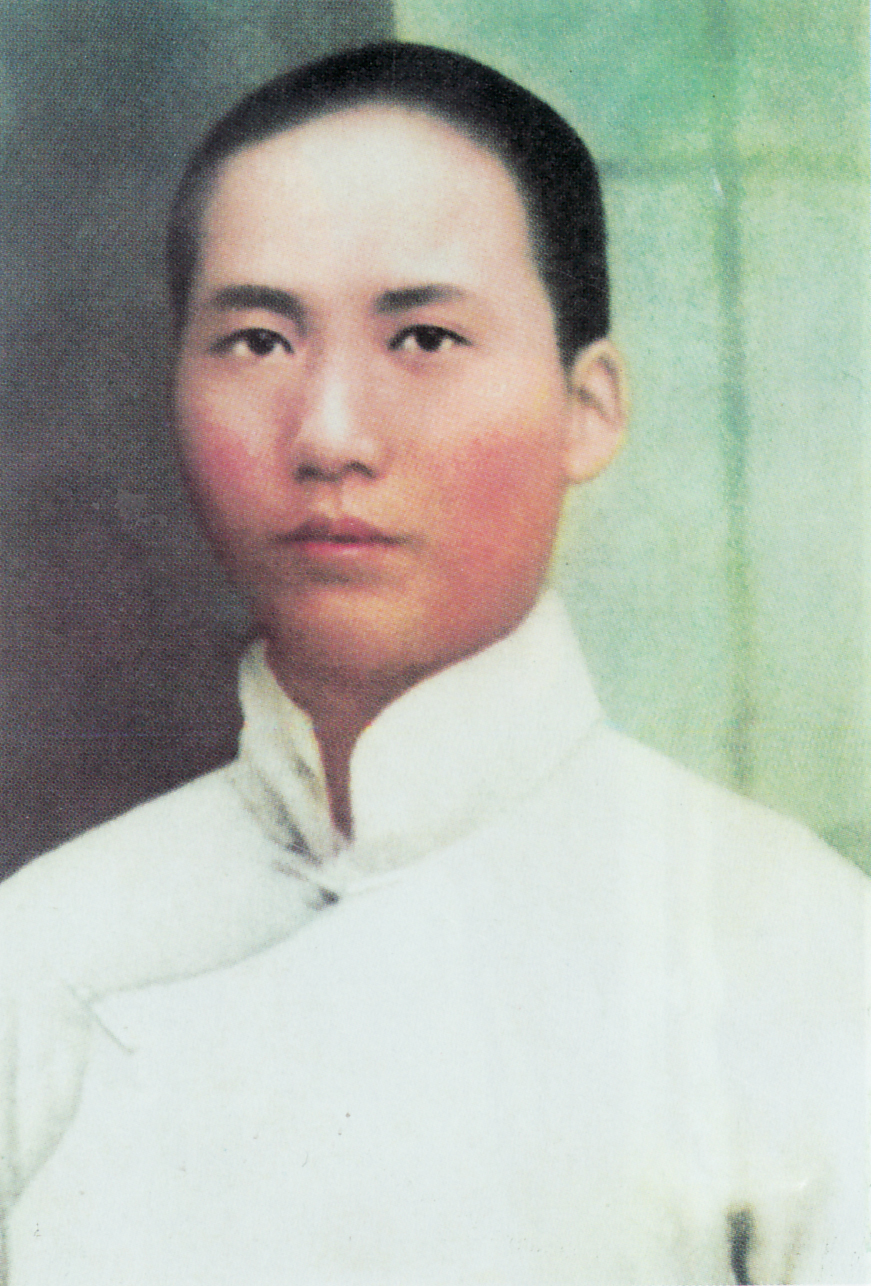
Mao Zedong dans les années 1910.

Mao Zedong est le fils aîné d’une famille de paysans prospères de Shaoshan dans le département de Xiangtan, province de Hunan. Son père Mao Yichang (en) (1870-1920) achète des terres avec un capital constitué alors qu'il sert dans l'armée du vice-roi du Hunan et du Heibei. Cultivant du riz, il exploite la ferme avec deux ouvriers agricoles. Par ailleurs, il prend des hypothèques sur les terres d'autres paysans des environs, devenant ainsi un propriétaire terrien. Il achète les récoltes des paysans pauvres pour en assurer la commercialisation à Xiangtan. Sa mère, Wen Qimei (en) (1867-1919), eut sept enfants, dont, outre Mao Zedong, deux autres fils survivants : Mao Zemin (1896-1943) et Mao Zetan (1905-1935). Elle est une bouddhiste fervente et fait l'aumône aux mendiants de passage contre l'avis de son mari Mao Yichang qualifié par ailleurs d'affameur. Des révoltes éclatent dans la région et des opposants au pouvoir mandchou s'activent. Mao confiera plus tard à Edgar Snow : « Ces incidents, se produisant coups sur coups, laissèrent une empreinte durable sur mon jeune cerveau déjà rebelle. Dans cette période, je commençai à posséder une certaine mesure de conscience politique ».
De 1901 à 1906, Mao Zedong subit l'enseignement traditionnel dispensé par un maître qui fait apprendre par cœur les textes des classiques confucéens avec comme seule motivation des châtiments physiques. Il s'oppose à celui-ci, mais il ne s'agit pas d'un refus de suivre des études. En effet Mao Zedong lit tous les ouvrages à sa portée. Deux textes populaires le marquent particulièrement : Au bord de l'eau et Les Trois Royaumes. Après ses études primaires, Mao Zedong travaille pendant trois ans dans la ferme familiale, il y tient aussi les livres de comptes. Puis en 1910, à l'âge de dix-huit ans et contre l'avis de son père, il quitte le giron familial et, avec un peu d'argent emprunté à sa famille, il paie un vieux lettré et un étudiant qui lui donnent un enseignement particulier. Cet intermède le décide à reprendre ses études.

#### Révolution chinoise de 1911
Durant la révolution chinoise de 1911 (ou révolution Xinhai), Mao s’engage dans le régiment local de Changsha dans sa province natale du Hunan et reste dans l'armée jusqu'au printemps 1912. Pour la première fois de sa vie, il y côtoie des hommes du peuple. Mao acquiert le respect des autres soldats en rédigeant des lettres, nombre d'entre eux étant illettrés. Par contre, Mao refuse d'effectuer les corvées « étant étudiant [je] ne pouvais condescendre à porter de [l'eau] », Mao paye alors des colporteurs pour effectuer ces tâches à sa place. Le coût du maintien des effectifs considérables des forces révolutionnaires de Sun Yat-sen impose une démobilisation générale quand ce dernier se retire en faveur de Yuan Shikai. Selon Mao lui-même : « Juste au moment où les Hunanais se préparaient à agir, Sun Yat-sen et Yuan Shikai parvinrent à un accord et la guerre programmée fut annulée. » Et il ajoute plus tard : « Pensant que la révolution était terminée, je […] décidai de retourner à mes livres. J'avais été soldat pendant six mois. » Pendant toute cette période Mao resta en garnison dans des bâtiments, il ne participa pas aux combats.

#### Études supérieures

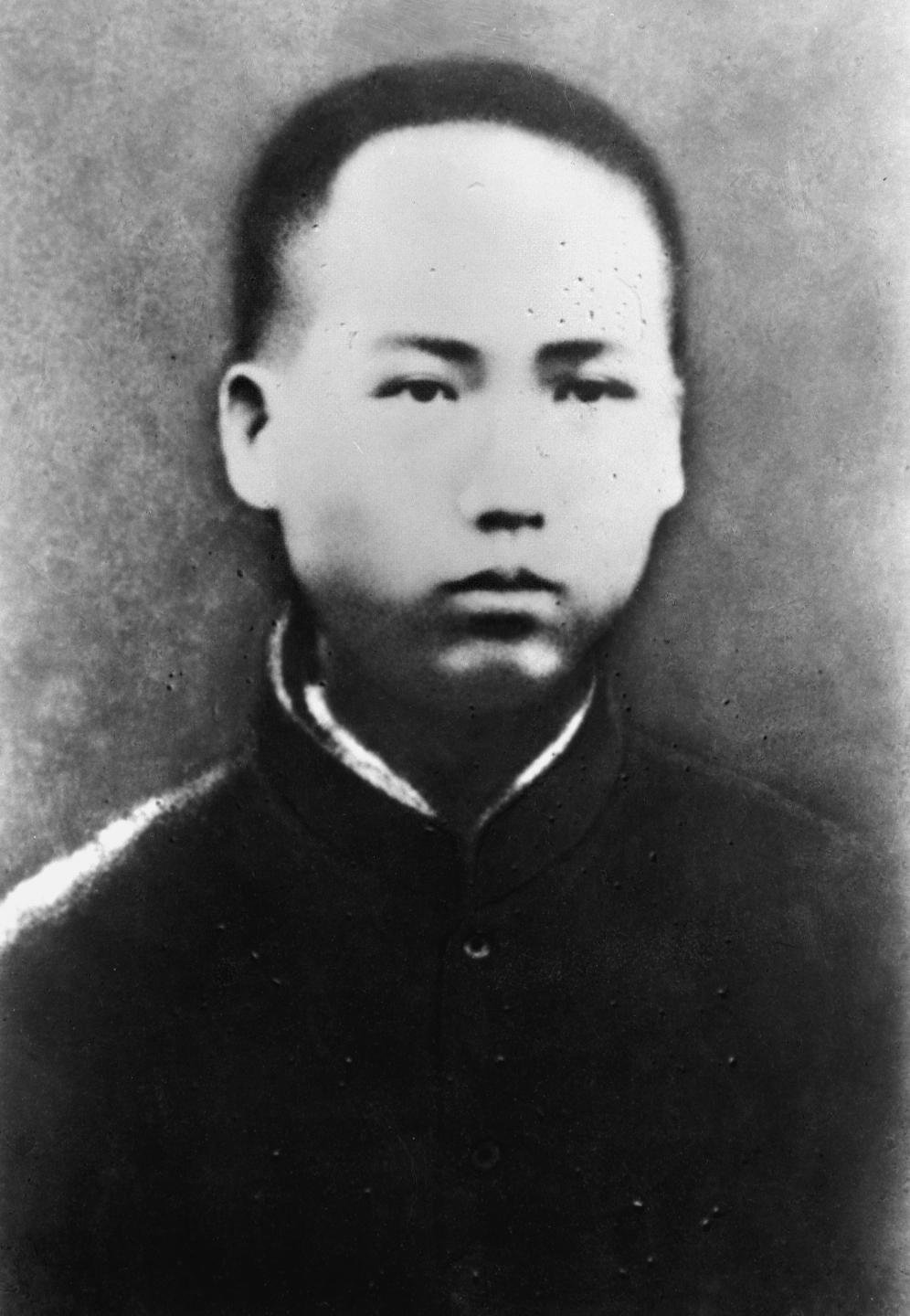
Mao Zedong en 1913.

Il entre dans un premier temps dans une école de commerce. Les cours sont dispensés en anglais, il ne peut suivre la scolarité et doit partir au bout d'un mois. Puis il intègre une école de littérature et d'Histoire qu'il quitte quelques mois plus tard considérant son « programme limité » et son « règlement inacceptable ». Pendant l'hiver 1912, il étudie seul fréquentant la bibliothèque municipale. Son père désapprouve ce choix et lui « coupe les vivres ». Obligé de choisir un métier, il rentre alors à l’école normale de Changsha, en 1913 et y obtient son diplôme en 1918.
Deux professeurs contribuent à former les idées de Mao Zedong à cette époque. Yuan Jiliu qui enseigne la langue et la littérature chinoise et Yang Changji, qui a passé dix ans à l'étranger (Tokyo, Berlin et Aberdeen), directeur du département de philosophie. Lors d'entretiens avec Edgar Snow dans les années 1930, Mao Zedong évoque ces deux personnalités.

« Yuan la Grande Barbe se moquait de ma façon d'écrire et la qualifiait de travail de journaliste […]. J'ai été obligé de modifier mon style. J'ai étudié les écrits de Han Yu et j'ai maîtrisé la vieille phraséologie classique. Donc, grâce à Yuan la Grande Barbe, je sais aujourd'hui encore, si nécessaire, rédiger une dissertation classique acceptable. Mais le professeur qui m'a le plus impressionné fut Yang Changji […]. C'était un idéaliste et un homme d'une haute moralité […]. Sous son influence, je lus un livre sur l'éthique du philosophe néo-kantien Friedrich Paulsen […] et fus inspiré pour écrire un essai intitulé La puissance de l'esprit. »

 Ce texte a été perdu. Les remarques de Mao Zedong à propos d'une traduction de Friedrich Paulsen, System der ethik, font apparaître trois idées directrices : « Le besoin d'un État fort avec un pouvoir centralisé ; l'importance capitale de la volonté de l'individu ; la relation tantôt conflictuelle, tantôt complémentaire entre les traditions intellectuelles chinoises et occidentales ». 

« En ce temps, se souvient-il en 1936, mon esprit était un curieux mélange de libéralisme, de réformisme démocratique et de socialisme utopique. J'avais une passion plutôt vague pour la démocratie du XIXe siècle, pour l'idéalisme des utopistes et pour le libéralisme à l'ancienne mode, et j'étais franchement antimilitariste et anti-impérialiste. »

Le 18 avril 1918, Mao et Cai Hesen avec douze autres jeunes gens, essentiellement des anciens élèves de Yang Changji (en), fondent la Société d'études des nouveaux citoyens. Très rapidement le groupe compte une trentaine de membres dont des jeunes filles, les réunions se tiennent le dimanche après-midi, on y parle politique. Il est rapidement envisagé d'organiser un voyage en France dans le cadre du mouvement Travail-Études.
En 1918, il est diplômé de la première école normale provinciale du Hunan (en).

### Jeunesse révolutionnaire

#### Pékin, anarchisme et adhésion au marxisme

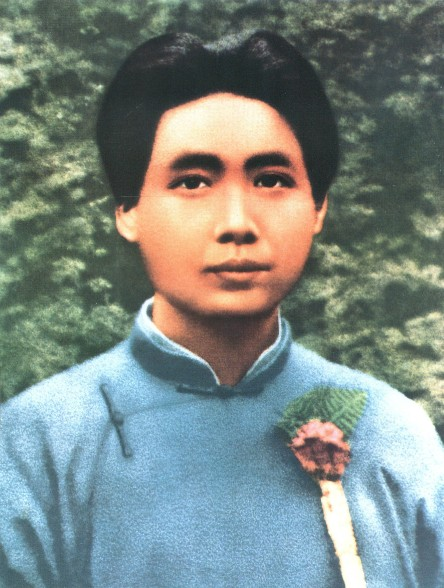
Mao Zedong en 1924.

Mao voyage avec son professeur Yang Changji, son futur beau-père, jusqu’à Pékin où il assiste au mouvement du 4 Mai (1919).
Yang, désormais professeur à l’université de Pékin fournit à Mao une lettre d'introduction auprès du bibliothécaire de l’université, Li Dazhao. Mao travaille alors comme aide à la bibliothèque, pour un salaire de 8 yuans par mois, il balaye et dépoussière la salle de lecture, tout en tenant à jour le registre de prêt de quinze périodiques chinois et étrangers. Cette fonction est si humble que Mao Zedong se sent exclu et subit le mépris des intellectuels pékinois qu'il côtoie dans son travail. Par ailleurs il ne présente pas le concours d'entrée à l'université de Pékin. Pour l'universitaire Alain Roux, ces échecs de Mao Zedong constituent une composante essentielle de sa personnalité. « Elle sera lourde de conséquences ».
Mao s’enregistre comme étudiant à temps partiel à l’université et suit de nombreux cours et séminaires dont ceux d'intellectuels célèbres comme Chen Duxiu, Hu Shi, ou Qian Xuantong. Il fut attiré un temps par les idées de Jiang Kanghu , dirigeant du Parti socialiste chinois d'obédience anarchiste. Mao Zedong lit Pierre Kropotkine et Mikhaïl Bakounine : « Je discutai à maintes reprises de l'anarchisme et de ses possibilités en Chine ». Mao Zedong crée, avec quelques amis, la Revue du fleuve Xiang. Le premier numéro sort symboliquement le 14 juillet 1919. Dans un article Mao écrit : « Il existe un parti d'une extrême violence, qui applique la méthode fais aux autres ce qu'ils te font, dans un combat jusqu'au-boutiste contre les aristocrates et les capitalistes. Le chef de ce parti est un homme du nom de Marx, né en Allemagne. […] Il existe un autre parti plus modéré que celui de Marx. Il ne s'attend pas à des résultats rapides, mais commence par comprendre les gens ordinaires. Tous les hommes devraient avoir un esprit d'aide mutuelle et de travail volontaire. Quant aux aristocrates et aux capitalistes, il suffit qu'ils se repentent et se tournent vers le bien […] Le chef de ce parti est un homme du nom de Kropotkine, né en Russie ». Puis Mao Zedong change d'analyse et abandonne les idées anarchistes.
Durant son séjour à Pékin, Mao lit énormément et se familiarise ainsi avec les théories communistes et marxistes. Il se marie avec sa condisciple Yang Kaihui, la fille du professeur Yang. Il conserve un goût pour la poésie et la calligraphie, goût qui deviendra célèbre par la suite.
À la différence de certains de ses éminents révolutionnaires contemporains, tel que Zhou Enlai et Deng Xiaoping, Mao ne concrétise pas l’idée d’aller étudier en France. L’aspect financier de telles études, surtout ses faibles capacités linguistiques l'auraient découragé : le mandarin standard étant déjà un obstacle (sa langue maternelle était le xiang et il parlait le dialecte du Hunan du mandarin, partie des dialectes du mandarin du Sud-Ouest, qui était sa référence principale au mandarin. Par ailleurs, il ne réussit jamais à parler anglais, et donc considérait que l'apprentissage du français serait plus difficile). Mao dira plus tard à Edgar Snow : « Je ne voulais pas aller en Europe. Je trouvais que je ne savais pas assez de mon propre pays et que je pouvais utiliser le temps d'une manière plus profitable en Chine. J'avais d'autres plans ». Mao Zedong est l'un des rares responsables du Parti communiste chinois à ignorer la découverte concrète du reste du monde. Ce n'est qu'en 1949 qu'il quitte la Chine pour visiter l'Union soviétique et c'est le seul pays qu'il connaîtra par la suite. Les pays occidentaux restent pour lui une « donnée abstraite et textuelle ».
Dans cette première partie de sa vie politique, Mao Zedong est influencé par le mouvement du 4 Mai : le rejet de la culture classique, de l’impérialisme et l’apport d’idées socialistes. En 1920, il adhère définitivement au marxisme.

#### Le Komintern prend les choses en main
Le 23 juillet 1921, à l’âge de 28 ans, Mao participe à la première session du congrès du Parti communiste chinois (PCC) à Shanghai : il semble qu’il n’ait pris aucune part active aux débats, face aux autres participants impliqués depuis plus longtemps que lui dans la cause révolutionnaire.
Deux ans plus tard, il est élu comme l'un des cinq commissaires du 3e bureau central du Parti au cours de la session du troisième congrès.
Mao reste un certain temps à Shanghai, une ville importante où le PCC essaie de promouvoir la révolution. Après que le parti a rencontré des difficultés majeures en essayant d'organiser les mouvements syndicalistes et que ses relations avec son allié nationaliste, le Kuomintang se sont détériorées, Mao perd ses illusions de faire la révolution à Shanghai et retourne à Shaoshan. De retour chez lui, Mao réanime son intérêt pour la révolution, informé des soulèvements de 1925 à Shanghai et à Canton. Il s’en va alors dans le Guangdong, la base du Kuomintang, et prend part à la préparation du deuxième congrès national du parti nationaliste.

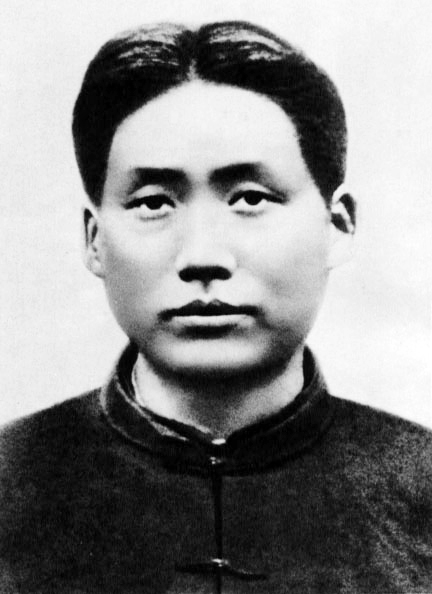
Mao en 1927.

En janvier-février 1927, Mao retourne dans la province du Hunan et voyage pendant un mois à travers le Xiangtan et quatre autres districts ruraux. Il expose ses conclusions dans un fameux document : le « rapport sur le mouvement paysan au Hunan ». Ce travail est considéré comme le point de départ décisif vers l’application de ses théories révolutionnaires violentes.

#### Rupture du Front uni
Le Kuomintang (KMT) et le Parti communiste chinois (PCC) collaborent dans la lutte contre les seigneurs de la guerre dans le cadre du Premier front uni chinois depuis 1924. Tchang Kaï-chek, commandant des forces armées du KMT, dirigeant de l'aile droite du parti et anti-communiste, entame la coupure avec le PCC en 1926 à Canton. Puis lors de l'expédition du Nord Tchang Kaï-chek organise le massacre de Shanghai afin de purger le KMT des éléments gauchistes et d'empêcher la prise du pouvoir par les communistes.
La rupture entre les deux partis est consommée et mène à la guerre civile.

### Pendant la guerre civile

#### Premières actions
Mao est envoyé au Hunan par le Comité central du PCC et lève une armée appelée l’« armée révolutionnaire des travailleurs et des paysans ». Il déclenche en septembre 1927 le soulèvement de la récolte d'automne. Ses troupes sont défaites, et sont forcées de quitter la province du Hunan pour le village de Sanwan, situé dans les montagnes du Jinggang Shan dans la province du Jiangxi, où Mao réorganise ses forces épuisées.
Il organise au sein de chaque compagnie une cellule du parti avec un commissaire politique qui donne des instructions politiques appliquant des instructions supérieures. Ce réarrangement militaire engage le contrôle absolu du PCC sur ses forces militaires et est considéré comme ayant eu l’impact le plus fondamental sur la révolution chinoise. Ultérieurement, Mao déplace plusieurs fois son quartier général dans le Jinggang Shan.
Mao persuade alors deux chefs rebelles locaux de se soumettre. Il est rejoint par l’armée de Zhu De et crée avec lui l’« armée rouge des travailleurs et des paysans de Chine », mieux connue sous le nom d’Armée rouge chinoise.

#### Fujian: autoritarisme et brutalité
Au Jiangxi, la domination autoritaire de Mao, en particulier dans le domaine militaire, fut défiée par la branche du PCC du Jiangxi et par des officiers. Les opposants de Mao, parmi lesquels le plus important était Li Wenlin, le fondateur de la branche du PCC et de l’Armée rouge au Jiangxi, s’opposaient aux politiques agraires de Mao et à ses propositions de réforme de la branche locale du parti et des dirigeants de l’armée. Mao réagit d’abord en accusant ses opposants d’opportunisme et de koulakisme et les supprima d’une manière systématique. Le nombre de victimes est estimé à plusieurs milliers et pourrait atteindre 186 000. Grâce à ce terrorisme, l’autorité de Mao et sa domination du Jiangxi fut renforcée.
Jung Chang et Jon Halliday estiment qu’à son apogée, la République soviétique chinoise couvrait quelque 150 000 km2 pour une population de dix millions d’habitants. Ils indiquent également que, rien que dans la zone centrale du Jiangxi et du Fujian, le régime communiste fit, en trois ans, 700 000 victimes (assassinats, suicides, travaux forcés), soit 20 % de la population.
Après la fondation de la république soviétique chinoise du Jiangxi selon le modèle russe, Mao Zedong peine à s’imposer dans la hiérarchie du parti. Considéré comme un modéré, il découvrira la purge en URSS. En 1934, Chen Yi est l'exécuteur de la purge de Futian qui permit d'éliminer les opposants à Mao Zedong. Il parvient à asseoir une certaine autorité en procédant ainsi à un régime de la terreur, s’appuyant sur le prétexte de contrecarrer des « AB » (anti-bolchéviques), ou sous d’autres motifs. Ses choix stratégiques étant toujours pris en fonction de son intérêt personnel, au prix de milliers de morts, il est déconsidéré par ses pairs.

#### Président de la République soviétique chinoise
De 1931 à 1934, Mao établit la république soviétique chinoise du Jiangxi et est élu président de cette petite république dans les régions montagneuses du Jiangxi. C’est là qu’il se remarie (troisième fois) avec une épouse officielle He Zizhen — sa précédente épouse Yang Kaihui ayant été arrêtée et exécutée en 1930.
Mao, avec l’aide de Zhu De, crée une armée modeste et efficace. Il entreprend des expériences de réforme rurale et de gouvernement, en offrant un refuge aux communistes qui fuient les purges droitistes dans les villes. Si les méthodes de Mao sont considérées comme celles d’une guérilla, on peut distinguer une nuance entre guérilla (youji zhan) et guerre mobile (en) (yundong zhan). La guérilla de Mao ou sa guerre mobile repose sur l'Armée rouge, munie d'armement et de formation dérisoires, constituée de paysans pauvres, encouragés par des passions révolutionnaires[réf. nécessaire] et ayant foi dans l’utopie communiste.
Dans les années 1930, il n’y a pas moins de dix régions considérées comme « régions soviétiques » sous le contrôle du PCC et le nombre de soldats de l’Armée rouge avoisine les cent mille. Le nombre des « régions soviétiques » surprend et incommode Tchang Kaï-chek, président du Kuomintang : il lance alors cinq campagnes contre les territoires communistes.
Plus d’un million de soldats du Kuomintang sont impliqués dans ces campagnes, quatre d’entre elles sont repoussées par l’Armée rouge conduite par Mao.

#### La Longue Marche vers le nord
À la suite d'erreurs tactiques, l'Armée rouge se trouve pratiquement encerclée dans la cinquième campagne. Elle échappe à l'encerclement. Partis à 86 000, l'effectif tombe à 30 000 au plus bas de la Longue Marche. Celle-ci s'effectue d'octobre 1934 à octobre 1935, soit 368 jours, sur une distance d'environ 10 000 kilomètres. Mao Zedong participe à cet exode, assisté d'un infirmier et d'un secrétaire, ayant du mal à marcher à la suite d'une récente crise de paludisme. Aussi il passe l'essentiel du temps dans une litière portée par quatre hommes et protégée des intempéries par une toile cirée.

#### La période de Yan'an

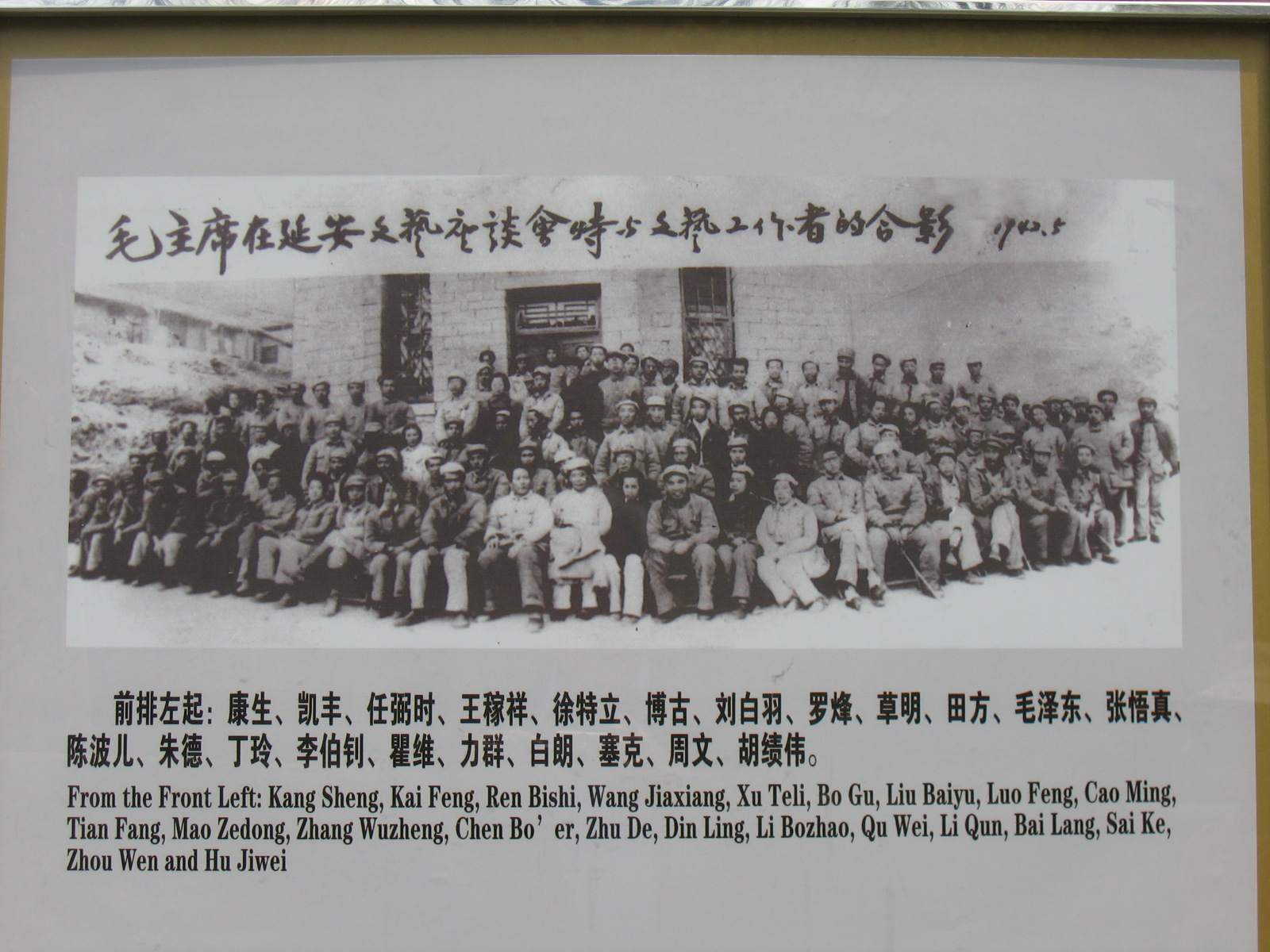
Photographie de groupe à Yan'an (mai 1942).

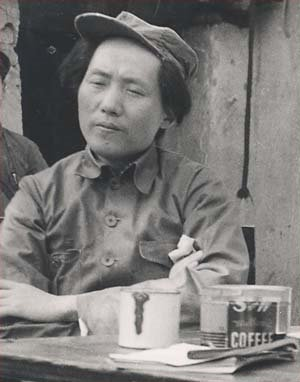
Mao à Yan'an.

À l'issue de la Longue Marche, les troupes communistes rescapées s'installent dans le Shaanxi nord et établissent leur capitale à Yan'an en décembre 1936. Les écrits de Mao Zedong durant la période du séjour à Yan'an sont consacrés pour une grande partie aux problèmes militaires. Son texte le plus important est la Démocratie nouvelle, essai d'adaptation du marxisme-léninisme aux conditions chinoises. Ce texte, qui paraît en janvier 1940, expose les deux phases à venir de la révolution chinoise, celle de la « Nouvelle Démocratie », puis celle du socialisme. Cette Nouvelle Démocratie est censée être l'alliance de quatre classes : le prolétariat, la paysannerie, la petite bourgeoisie et la bourgeoisie nationale, sous la direction de la première. Sur le plan économique, l'État doit y diriger les grandes entreprises, laissant subsister les autres. De même, les grandes propriétés rurales seront confisquées, sans que disparaissent l'économie des paysans riches. L'arriération de l'économie chinoise, selon Mao, justifie en effet la persistance de formes économiques capitalistes. La propagande liée à cette « Nouvelle Démocratie », aux accents libéraux et nationaux, montrera son efficacité auprès des intellectuels et d'une partie de la bourgeoisie surtout entre 1945 et 1949.
Le « mouvement de rectification » qui a lieu en 1942, pour l'essentiel (il débute cependant en 1941 et se poursuit jusqu'en 1945), élimine toute opposition à la direction du parti et est l'occasion d'une épuration qui touche peut-être 40 000 à 80 000 personnes, sur un effectif de 800 000 membres du parti en 1940. Plus de 10 000 personnes sont tuées dans le processus de « rectification ». Ce mouvement est le modèle de ceux qui auront lieu à plusieurs reprises par la suite, en particulier celui qui suit la campagne des Cent Fleurs en 1957. La Démocratie nouvelle et le mouvement de rectification de 1942 consacrent Mao comme théoricien quasi exclusif du parti et assurent de manière définitive son autorité. Sur le plan culturel, les Interventions aux causeries sur la littérature et l'art à Yan'an de Mao, qui paraissent en 1942, sont l'illustration de ce mouvement de rectification. Écrivains et artistes sont tenus de s'aligner sur les positions idéologiques du parti.
Du 23 avril au 11 juin 1945 a lieu le VIIe congrès du Parti communiste chinois à Yan'an, au cours duquel sont adoptés de nouveaux statuts : pour la première fois il y est fait explicitement référence à la pensée de Mao Zedong. Mao est en outre porté à la présidence du Comité central, poste créé à l'occasion, à celle du Bureau politique et à celle du secrétariat du PCC, et est ainsi consacré seul et unique chef du parti.

#### La guerre civile de 1945-1949

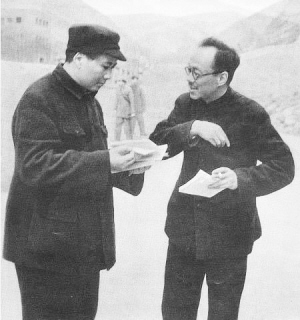
Mao et Kang Sheng, en 1945.

À partir de 1945, le prestige de Mao grandit alors que Tchang Kaï-Chek est de plus en plus critiqué par le peuple à cause de ses liens avec les États-Unis et les puissances occidentales. En effet Mao jouit de l’image du combattant de l’impérialisme (japonais comme européen) tandis que les nationalistes sont dénoncés par les communistes comme des « valets de l’impérialisme » au sein d’une population qui souffre encore de l’humiliation de la guerre de l’opium.
Durant la guerre sino-japonaise, les communistes s’allient aux nationalistes contre les Japonais, dans le cadre du deuxième front uni. Mao ne perd jamais de vue la perspective de la reprise du combat contre le Kuomintang : plutôt que des attaques frontales des troupes communistes contre l’armée japonaise, il préconise des actions de guérilla, afin d’épargner les effectifs et de permettre au PCC de consolider ses forces. Peu après la fin du conflit contre les Japonais, et malgré les efforts de médiation des États-Unis, la guerre civile entre communistes et nationalistes reprend. Il dirige le 7e Politburo du PCC.

### «Président Mao»

Mao Zedong en compagnie du 14e dalaï-lama et du 10e panchen-lama.

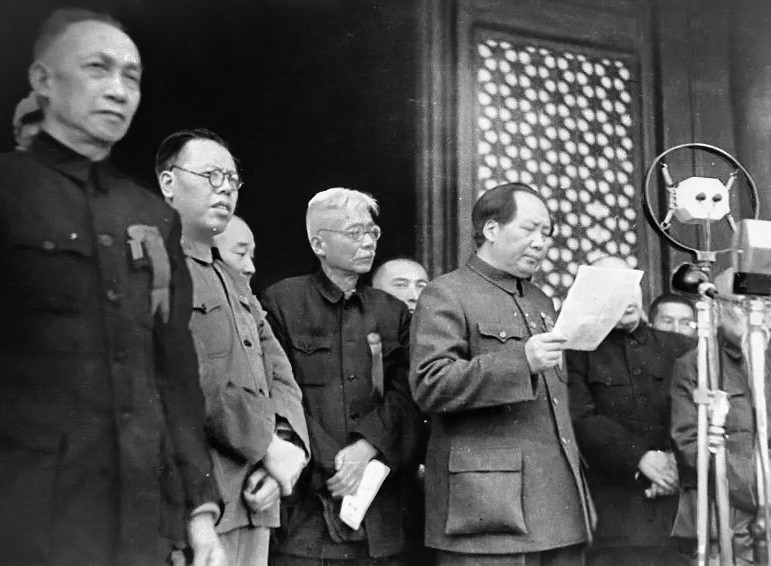
Mao proclamant l’avènement de la république populaire de Chine.

Le 1er octobre 1949, à Pékin, du balcon de la Cité interdite des anciens empereurs, Mao Zedong proclame l’avènement de la république populaire de Chine. Cette prise de pouvoir met fin à une longue période de guerre civile marquée par l’invasion japonaise et la Longue Marche, le Kuomintang s’étant exilé à Taïwan.
Président du Gouvernement populaire central chinois jusqu’en 1954, Mao voit ensuite son titre changé en président de la république populaire de Chine.
Dans les premiers mois du régime communiste, des lois importantes sont promulguées, elles permettent à la Chine de rompre avec son passé ; « Mao accompagne ce mouvement plus qu'il n'y participe ». La loi sur le mariage du 30 mai 1950 permet notamment à 800 000 femmes de divorcer après des mariages imposés. De même il intervient peu dans la mise au pas de la « bourgeoisie nationale » préférant s'attaquer à l'impérialisme et aux « chiens couchants réactionnaires du Kuomintang ». Mao se veut magnanime pour les personnalités ralliées au nouveau pouvoir. Ainsi il défend, contre certains cadres du parti, le ralliement de Li Jishen, le « bourreau de la commune de Canton en décembre 1927 ». Mao intervient en faveur de la réforme agraire, un domaine où ses compétences sont reconnues. Afin de préserver l'économie il souhaite mettre à l'abri des excès gauchistes les « paysans moyens » et reporter de quelques années la mise en cause des « paysans riches de caractère semi-féodal ».
En septembre 1954, le 14e dalaï-lama, alors âgé de 19 ans, se rend, ainsi que le 10e panchen-lama et le 16e karmapa, à Pékin pour participer à l'Assemblée (en) qui doit donner à la Chine une nouvelle constitution. Accueillis par Zhou Enlai et Zhu De à leur arrivée, le dalaï-lama et le panchen-lama rencontrent Mao Zedong, lequel donne plusieurs dîners en leur honneur. Le dalaï-lama est nommé vice-président du Comité permanent de l'Assemblée nationale populaire de la république populaire de Chine (RPC) (tandis que le panchen-lama en est nommé membre),.

#### Les Cent Fleurs
À la fin de 1956 et début 1957, la campagne des Cent Fleurs (symbolisant « cent écoles, cent opinions qui s’expriment ») est engagée à la seule initiative de Mao Zedong et contre l'avis de son entourage qui connaît l'état d'esprit des intellectuels et membres du parti. Mao encourage la liberté d’expression, exhortant en particulier les intellectuels à critiquer le parti. Alors le mouvement prend rapidement une ampleur qu’il n’avait pas envisagée : le nombre de critiques explose, échappant bien vite à son contrôle. L'autorité du Parti communiste chinois est remise en cause, ainsi que celle du "Grand Timonier". Une violente campagne de répression s'engage. Certains analystes politiques, chinois notamment, pensent que cette campagne ne fut qu’un piège : laisser s’exprimer les intellectuels dissidents pour mieux les réprimer. Les préjugés de Mao à l'égard des intellectuels se trouvent alors confirmés.
Pour Simon Leys, avec les Cent Fleurs, se termine la « phase constructive et révolutionnaire » et s'ouvre la « phase négative et rétrograde » des engagements de Mao Zedong. Outre la défiance de l'élite intellectuelle, les premiers clivages apparaissent entre Mao Zedong et ses proches collaborateurs.

#### Conférence de Moscou en novembre 1957
Après les difficultés de l'année 1956, dont l'insurrection de Budapest, les dirigeants soviétiques entendent utiliser la conférence de Moscou comme le symbole du redressement du camp socialiste.
En octobre 1957, la Chine et l'Union des républiques socialistes soviétiques (URSS) signent un accord secret permettant à Pékin de se doter de la bombe nucléaire. La conférence mondiale des Partis communistes de 1957 se déroule entre le 14 et le 16 novembre, à Moscou, et rassemble 68 partis communistes. Mao Zedong arrive à Moscou le 2 novembre et évoque la réussite du lancement de Spoutnik 1 indiquant que l'URSS « dans de nombreux domaines, est la plus avancée du monde ». Le 3 novembre, c'est le lancement de Spoutnik 2. La supériorité soviétique sur le camp occidental semble alors évidente, Nikita Khrouchtchev entend s'en servir pour négocier, sur un pied d'égalité, avec les Américains et arriver à un accord. Or Mao Zedong est en conflit ouvert avec les États-Unis à propos de Taiwan. Mao se méfie de la coexistence pacifique et de la transition pacifique vers le socialisme. Il apparaît là un désaccord de stratégie entre Mao et Khrouchtchev. Ce désaccord entre les deux partis frères se double d'un ressentiment personnel entre Mao et Khrouchtchev, ce dernier n'appréciant pas l'ampleur des ambitions du Grand Timonier. À l'issue de la conférence, l'URSS augmente son aide financière à des pays neutralistes comme l'Inde et l'Égypte tandis que le soutien à la Chine stagne. Mao constate alors que, sans les capitaux soviétiques, la Chine doit compter sur elle pour se moderniser.

#### Le «Grand Bond en avant»: jusqu'à 55 millions de morts

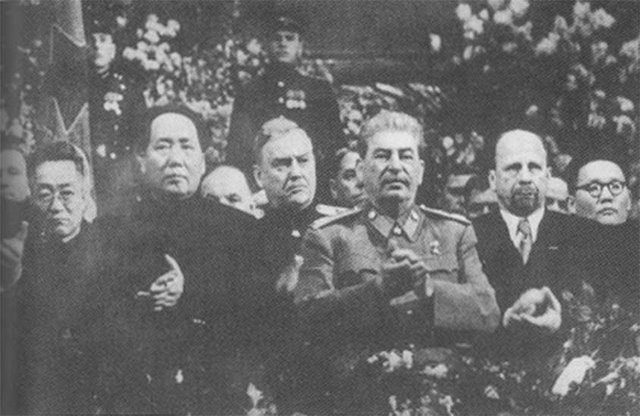
Mao, Staline et Walter Ulbricht en 1949.

Jusqu’au milieu des années 1950, la république populaire de Chine a copié avec zèle le modèle soviétique, puisqu’elle a consacré la plus grande part des investissements au développement militaro-industriel. À partir de 1955, Mao Zedong est partisan d’une voie spécifiquement chinoise du socialisme, qui s’appuierait sur la paysannerie (plutôt que sur la classe ouvrière) et passerait par la collectivisation accélérée.
Ainsi, entre 1958 et 1960, Mao met en œuvre le « Grand Bond en avant », mouvement de réformes industrielles censé permettre de « rattraper le niveau de production d’acier de l’Angleterre » en seulement 15 ans. Des communes de production sont organisées au niveau local. Toute la population, et avant tout le monde paysan, est sommée d’y apporter sa contribution. Mao place dans la force du peuple, du « prolétariat » des espoirs démesurés : les paysans seront surexploités, on leur demandera de tout faire en même temps, des récoltes à la production sidérurgique.
Cette politique entraîna à la fois une croissance industrielle et une famine dans les campagnes avec 30 à 55 millions de morts,. La main-d’œuvre inexpérimentée produit des biens d’une qualité exécrable tandis que les récoltes, faute de temps, pourrissent sur pied.
Au pire moment de la crise, Mao-Zedong refusa de limiter les exportations de céréales qui finançaient le développement de l’industrie en faisant ce commentaire : « Distribuer les ressources de façon égalitaire ne fera que ruiner le Grand Bond en avant. Quand il n’y a pas assez de nourriture, des gens meurent de faim. Il vaut mieux laisser mourir la moitié de la population, afin que l’autre moitié puisse manger suffisamment ». Quand Liu Shaoqi après avoir visité sa région natale et compris la catastrophe, tenta de redresser la situation, il dut s'opposer à Mao. Ce dernier accusa Liu d’avoir « lâché pied devant l’ennemi de classe ». Liu Shaoqi rétorqua : « Tant de morts de faim ! L’histoire retiendra nos deux noms et le cannibalisme sera dans les livres . »
Le sinologue et historien Lucien Bianco compare la famine en Chine entre 1958 et 1962 avec les famines soviétiques de 1931-1933 en Ukraine et en Russie méridionale bien que ces dernières aient été plus « modestes » avec six millions de morts. En URSS comme en Chine, une stratégie identique de développement opère des transferts excessifs de l’agriculture vers l’industrie lourde. Sous l’impulsion du chef, cette stratégie s’accélère : Mao impose le Grand Bond et Staline impose le Grand Tournant. « L’énorme responsabilité personnelle des deux dictateurs, auxquels des dirigeants nationaux (dans le cas de la Chine) ou régionaux (en Ukraine) moins entêtés ou moins cruels n’ont pu résister, met en cause la matrice léninienne commune aux deux régimes : si mal inspiré fût-il, le pouvoir d’un seul s’est imposé à tous ». Fort de l'expérience stalinienne, Nikita Khrouchtchev avait mis Mao en garde contre les dangers du collectivisme agricole, mais celui-ci n'en avait pas tenu compte, notamment parce qu'il s'opposait à la déstalinisation mise en œuvre officiellement par Khrouchtchev.
Mao Zedong, après avoir longtemps ignoré le désastre ou rejeté la cause de la non-efficacité de son programme sur des éléments extérieurs, comme l’action de contre-révolutionnaires ou encore les catastrophes naturelles, se retrouve en minorité au Comité de direction du parti communiste. De plus, la confiance du peuple en l’idéologie de Mao est fortement ébranlée. Il doit quitter son poste de président de la République. Liu Shaoqi lui succède, Mao Zedong demeure président du Parti communiste chinois.
Liu Shaoqi s'oppose alors violemment à Mao Zedong, et s'attache à régler les graves problèmes économiques causés par le Grand Bond en avant. Il fait adopter un programme « plus réaliste et modéré » qui permet de redresser la situation économique. Liu Shaoqi, ainsi qu'une majorité des cadres du parti, refuse de soutenir Mao, lors du Mouvement d'éducation socialiste en 1962-1965, destiné à relancer le mouvement révolutionnaire. Ces oppositions émanant du Parti, décident Mao Zedong à enclencher la révolution culturelle, les deux dirigeants vont alors s'affronter, de façon ouverte, dès le début de celle-ci.

### Révolution culturelle
La révolution culturelle (1966-1976), durant la période de troubles et de contestations qui suit le catastrophique Grand Bond en avant, lui permet de reprendre le pouvoir et les rênes du pays. Entamée afin de réhabiliter Mao, elle commence à la suite d’une polémique que lance son épouse Jiang Qing. La « révolution culturelle » incite les jeunes à prendre le pouvoir, à se révolter contre les fonctionnaires corrompus, désormais « ennemis du peuple » — les gardes rouges (qui ne sont autres que les étudiants « révolutionnaires ») sont créés à cette occasion. « Curieuse alliance que celle du hiérarque vieillissant avec ces adolescents fanatisés qui le considèrent comme un dieu » indique la sinologue Marie-Claire Bergère.

#### Éviction de Liu Shaoqi
Le président de la République Liu Shaoqi est arrêté par les gardes rouges et meurt dans une prison en 1969, tandis que Mao devient le maître incontesté du pays.

#### Les gardes rouges, déportés par millions
Comme lors du mouvement des « Cent Fleurs », la polémique échappe au contrôle de Mao et le tout se soldera une fois de plus par une violente répression armée, un massacre sanglant. Entre 1968 et 1980, près de 17 millions de jeunes urbains sont envoyés autoritairement à la campagne dont le noyau essentiel comprend 4 670 600 anciens gardes rouges déportés entre 1967 et 1969. Ainsi les gardes rouges disparaissent du paysage politique chinois. La révolution culturelle réprime toutes les formes de croyance religieuse,. Au sortir de cette nouvelle crise, le peuple chinois est définitivement traumatisé, tant par les atrocités physiques que par les incroyables violences morales (telles que les fameux thamzing, séances d’« autocritiques », humiliations publiques d’une cruauté morale traumatisante). Le laogai (goulag chinois) est bien plus peuplé que son équivalent russe, et les conditions de détention y sont pires.

#### Retour à l'ordre
Mao Zedong dirige les 9e et 10e Politburos du PCC. Au 9e Politburo, le successeur de Mao est désigné avec Lin Biao. Ce dernier lors de son intervention reprend les critiques contre les anciens dirigeants déchus et « célèbre la victoire de la révolution culturelle ». Derrière l'unité de façade, deux forces s'opposent. Lin Biao, le dauphin officiel, et son entourage contre l'impératrice rouge Jiang Qing (la femme de Mao) qui dirige le groupe de la révolution culturelle. C'est sur ces deux forces que Mao s'est appuyé pour lancer sa révolution. Leur seul point commun étaient la nécessité d'éliminer le président de la République Liu Shaoqi. Zhou Enlai, bien qu'affaibli, est toujours présent et mène la faction des pragmatiques.

#### Éviction de Lin Biao
Mao Zedong décide de s'appuyer sur Jiang Qing pour éliminer Lin Biao dont la puissance l'inquiète. Le conflit ne porte pas sur un désaccord politique mais sur la question du pouvoir. Il indique clairement à Lin qu'il envisage dorénavant de désigner Zhang Chunqiao (un membre de la bande des Quatre) comme successeur. Lin Biao inquiet, organise sa défense. La politique étrangère et l'ambition de Lin Biao seront à l'origine de sa chute.
En octobre 1969, Lin Biao mobilise les chefs des onze régions militaires pour « renforcer les défenses et se protéger d'une attaque surprise de l'ennemi. » Cet ordre conduit à la mobilisation de 940 000 soldats, de 4 100 avions et de 600 navires. Cet ordre est donné sans l'accord de Mao, qui s'emporte qu'un tel déploiement de force résulte de la seule décision de Lin Biao. Il suppose la répétition générale d'un putsch militaire. Des négociations sont engagées, à la grande satisfaction de Mao, avec les Américains en décembre 1969 et celles avec les Soviétiques se poursuivent. Le conflit entre Mao et Lin voit le jour dans un débat sur la « théorie du génie ». Lors du plénum de Lushan en août 1970, Lin Biao et ses proches dont Chen Boda vantent les mérites du « chef suprême du pays », ainsi ils proposent en reconnaissance du génie de Mao, de le désigner président de la République, l'ancien poste occupé par Liu Shaoqi. Ils pensent ainsi pouvoir neutraliser Mao, confiné alors dans des activités protocolaires. Lors de réunions de travail Chen Boda met en cause l'autoritarisme de Zhang Chunqiao. La panique s'empare des proches de Mao qui ne voient pas comment s'opposer à Lin Biao qui a l'appui de l'armée. Mao Zedong convoque alors le bureau politique où il critique le plus faible de ses adversaires, Chen Boda. Ce dernier est immédiatement et discrètement arrêté, il disparaît. Le 31 août Mao distribue une lettre intitulée « mon opinion », il y condamne définitivement Chen, au nom du marxisme, et indique que ses analyses sont partagées par Lin, le mettant ainsi à l'abri des critiques. Mao Zedong s'attaque directement à Lin Biao à la fin de l'année 1970. Il met en place un groupe central chargé de la propagande et de l'organisation. Ces membres lui sont totalement acquis.
Puis en avril 1971, Zhou Enlai et Henry Kissinger se rencontrent puis ce dernier séjourne en secret à Pékin du 9 au 11 juillet.
Après l'éviction de Lin Biao, le 10e Politburo permet l'installation, à des postes clefs, des membres de la bande des Quatre dont fait partie Jiang Qing. Mao et la bande des Quatre, engagent alors la campagne « Critiquer Lin, critiquer Confucius » qui vise essentiellement le Premier ministre Zhou Enlai. Pourtant Mao et ses protégés perdent du pouvoir aux yeux du Parti. La bande des Quatre et Mao engagent une « campagne pour l’étude de la dictature du prolétariat » qui essaye de relancer la révolution culturelle (« nivellement des salaires, interdiction de l’agriculture privée, élimination des éléments bourgeois »).

### Politique extérieure

#### Influence de Staline
Alors que la déstalinisation avait commencé dès 1956 en URSS, Mao a refusé ce mouvement et continué à appliquer les méthodes économiques et politiques de Joseph Staline, contre les conseils de Nikita Khrouchtchev notamment. Le portrait de Staline figurait toujours sur la place Tian'anmen en 1972 en bonne place aux côtés de ceux de Lénine, Marx et Engels, comme on peut le voir dans le film Chung Kuo, la Chine tourné par Michelangelo Antonioni quelques années avant la fin de la révolution culturelle et la mort de Mao,.

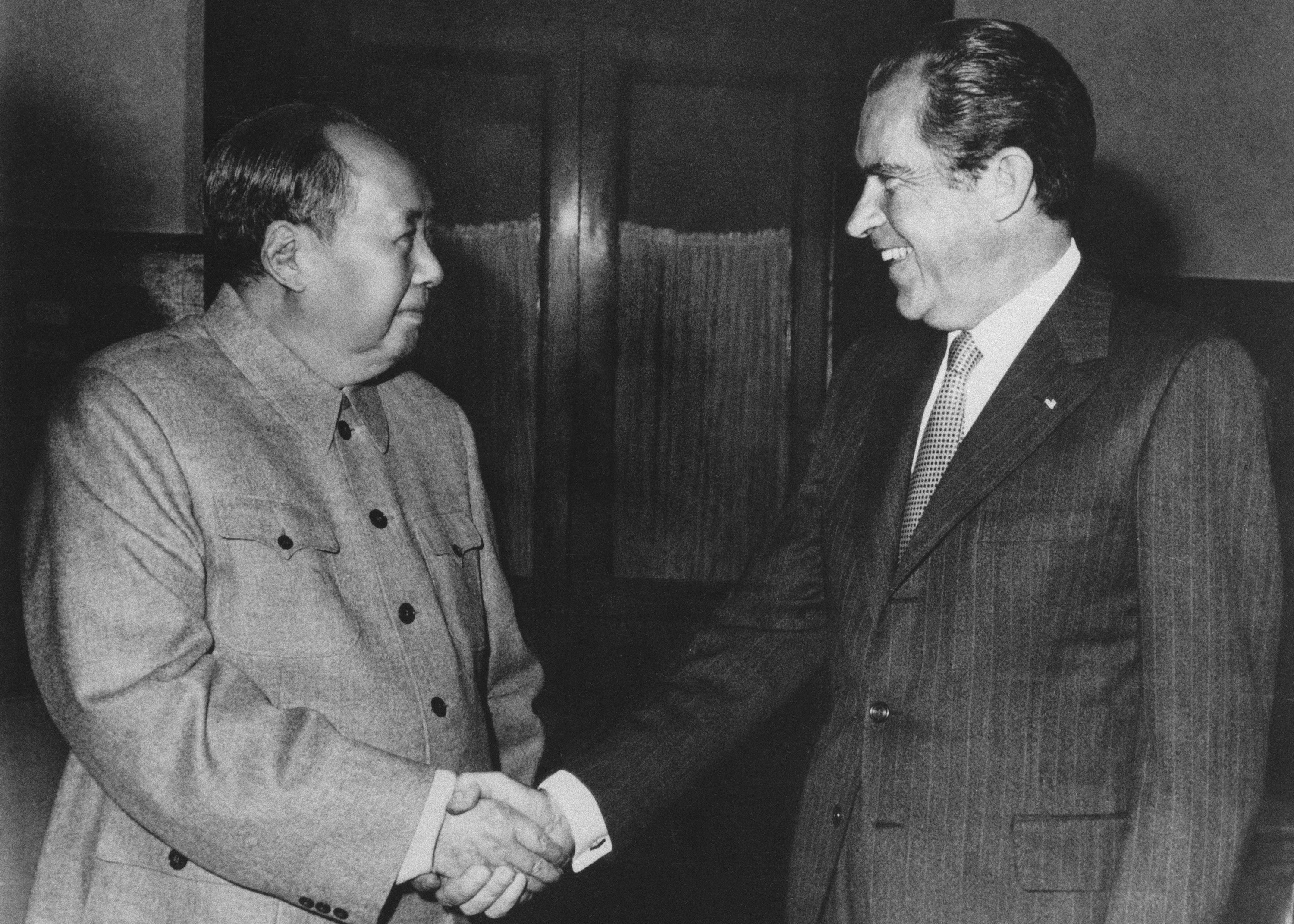
Mao Zedong et Richard Nixon en 1972. (photo retouchée ? Une version existe avec en arrière plan Zhang Yufeng " La Pompadour " du timonier. Cf le lien la concernant

#### Ouverture vers les États-Unis
À la fin de son règne, Mao Zedong changea sa stratégie d’autarcie en invitant le président américain Richard Nixon en Chine, préfigurant la politique d’ouverture de Deng Xiaoping. Par cette rencontre, les deux dirigeants entendaient contrebalancer la puissance de l’Union soviétique.

### Mort et funérailles
La santé de Mao Zedong décline progressivement, une situation probablement renforcée par son tabagisme grandissant. C’est devenu un secret d'État qu'il souffre de multiples affections pulmonaires et cardiaques au cours de ses dernières années. Il existe des rapports non confirmés selon lesquels il aurait peut-être eu la maladie de Parkinson en plus de la sclérose latérale amyotrophique, également connue sous le nom de maladie de Charcot. Sa dernière apparition publique – lors de laquelle est prise la dernière photographie connue de lui vivant – a lieu le 27 mai 1976, quand il rencontre le Premier ministre pakistanais, Zulfikar Ali Bhutto.
Mao Zedong est victime de deux crises cardiaques majeures, l’une en mars et l’autre en juillet, puis d’une troisième le 5 septembre, le rendant invalide. Il meurt le 9 septembre 1976 à 00 h 10, au Zhongnanhai à Pékin, à l'âge de 82 ans. Le Parti communiste annonce sa mort à 16 h, au cours d’une émission de radio nationale, et appelle à l'unité du parti.
Le corps embaumé de Mao Zedong, drapé dans le drapeau du Parti communiste chinois, reste exposé dans la Grande Salle du Peuple pendant une semaine. Un million de Chinois passe devant sa dépouille pour lui rendre un dernier hommage, beaucoup pleurant ou affichant leur tristesse, tandis que d'autres regardent l'évènement à la télévision. Le portrait officiel de Mao est accroché sur la porte de la place Tian'anmen avec une banderole sur laquelle est inscrite « Continuez la cause laissée par le président Mao et continuez la cause de la révolution prolétarienne jusqu'à la fin ! ». Le 17 septembre, le corps est emmené dans un minibus à l'hôpital 305, où ses organes internes sont conservés dans du formaldéhyde.
Le 18 septembre, des coups de fusils, des sirènes, des sifflets et des klaxons résonnent simultanément à travers la Chine, puis un silence obligatoire de trois minutes est observé. La grande place Tian'anmen est alors remplie de millions de personnes et une fanfare militaire joue L'Internationale. Hua Guofeng conclut le service avec un éloge funèbre de vingt minutes au sommet de la porte Tian'anmen. Le corps de Mao Zedong est ensuite placé de façon permanente dans un cercueil en verre dans le mausolée portant son nom, à Pékin.

## Après sa mort: le terrible bilan humain
Par la suite, la politique idéologique extrême menée par Mao Zedong a fait l’objet de critiques ouvertes par le Parti communiste chinois, qui met fin au culte de la personnalité et à l’idolâtrie qu’il avait lui-même organisée et intensifiée à la fin de sa vie. Le limogeage de la bande des Quatre, dont son épouse, Jiang Qing, qui a eu lieu rapidement après sa mort prouve bien à quel point sa politique était tombée en disgrâce, tant dans les hautes sphères du parti que dans l’esprit populaire. Le sinologue Simon Leys évoque la « bande des cinq » car il considérait que Mao Zedong appartenait à cette faction.
Le bilan humain de Mao est sans appel. Celui de la révolution culturelle varie selon les historiens, Song Yongyi donne un chiffre moyen de 2,95 millions de morts. Sans oublier cent millions de personnes qui ont souffert de cette révolution. En 1981, le Comité central du Parti communiste chinois estime que Mao Zedong est le responsable de la révolution culturelle, indiquant dans son rapport Résolution sur l'histoire du Parti : « La révolution culturelle, qui se déroula de mai 1966 à octobre 1976, a fait subir au Parti, à l'État et au peuple les revers et les pertes les plus graves depuis la fondation de la RPC. Elle fut déclenchée et dirigée par le camarade Mao Zedong… »
Pour le sinologue Jean-Luc Domenach, Mao Zedong a commis trois erreurs. Pour reprendre le pouvoir contre le Parti, il a engagé un tel chaos qu'il a dû faire appel à l'armée de Lin Biao pour stabiliser la situation. Il n'a pu se débarrasser de ce dernier qu'en pardonnant et en s'appuyant de nouveau sur l'élite du parti. En s'attaquant à l'ensemble de la nomenklatura communiste, il a accéléré sa mutation idéologique, exacerbant son mécontentement, et conduisant à sa transformation en caste. Enfin s'attaquant aux institutions en utilisant les enfants des cadres du parti, il a conduit ces derniers à faire finalement cause commune avec eux.

## Propagande

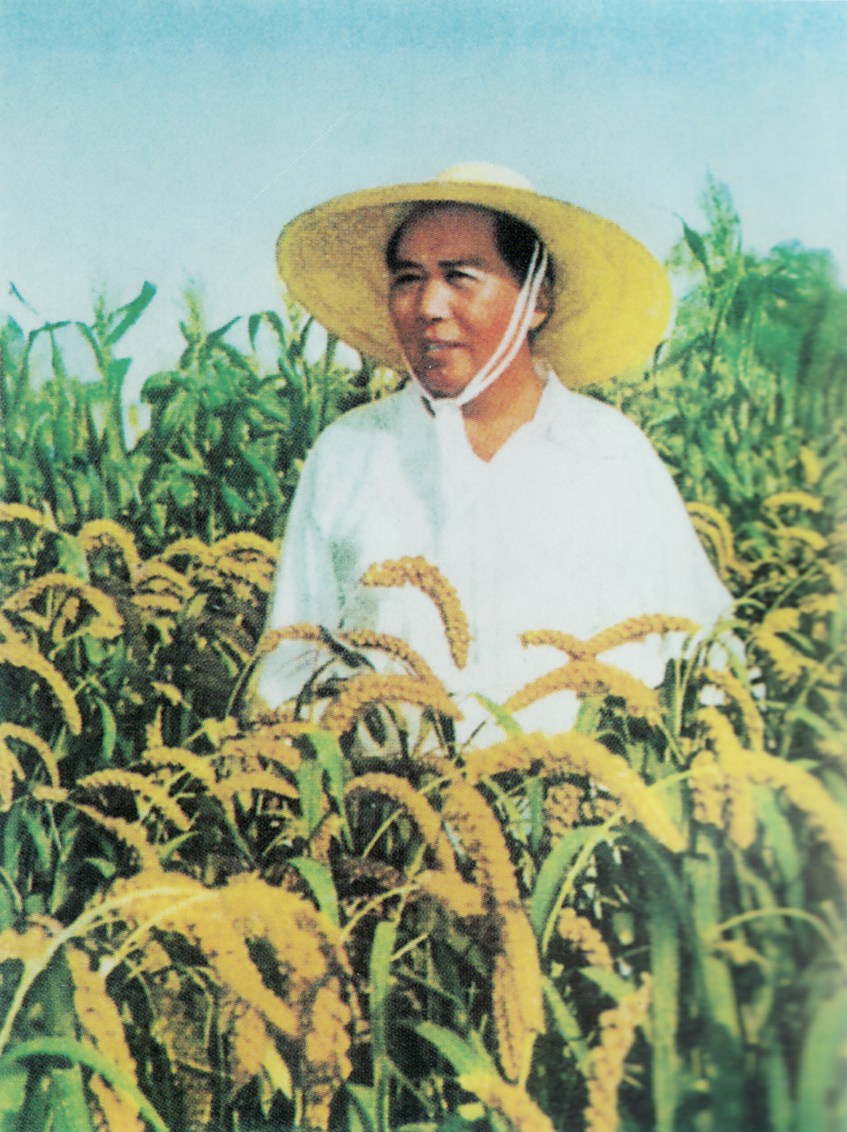
Mao Zedong dans un champ de céréales vers 1950. Photographie de Hou Bo illustrant le Petit Livre rouge.

Mao Zedong avait comme stratégie de mobiliser les masses pour transformer le système politique et économique. Inspiré par le modèle soviétique et la construction d'un pays moderne, Mao Zedong applique le modèle de Joseph Staline aux domaines de l'industrialisation et l'ingénierie politique, il est donc question du dispositif institutionnel et juridique de la Chine. Il souhaitait créer une structure politique propice à soutenir sa propre idéologie. La propagande, communication persuasive, visait à atteindre cet objectif. Il soutenait que la société devait se développer par le biais d'une attitude morale. Des camps de « réforme par le travail » (laogai) sont mis en place dès 1950, avec l'aide des Soviétiques. Ceux qui y étaient emprisonnés subissaient un lavage de cerveau dans le but de créer une population docile et enthousiaste aux idéologies du pouvoir.
Le style uniforme des publications dans les journaux et le contrôle des médias de masse de l'époque ne laissait aucun canal pour que les citoyens puissent exprimer leur mécontentement. C'est ainsi que la révolution culturelle a duré dix ans. C'est à cette époque que Mao Zedong a implanté sa pensée à chaque domaine en donnant l'impression que tous étaient d'accord avec lui.

### Culte de la personnalité

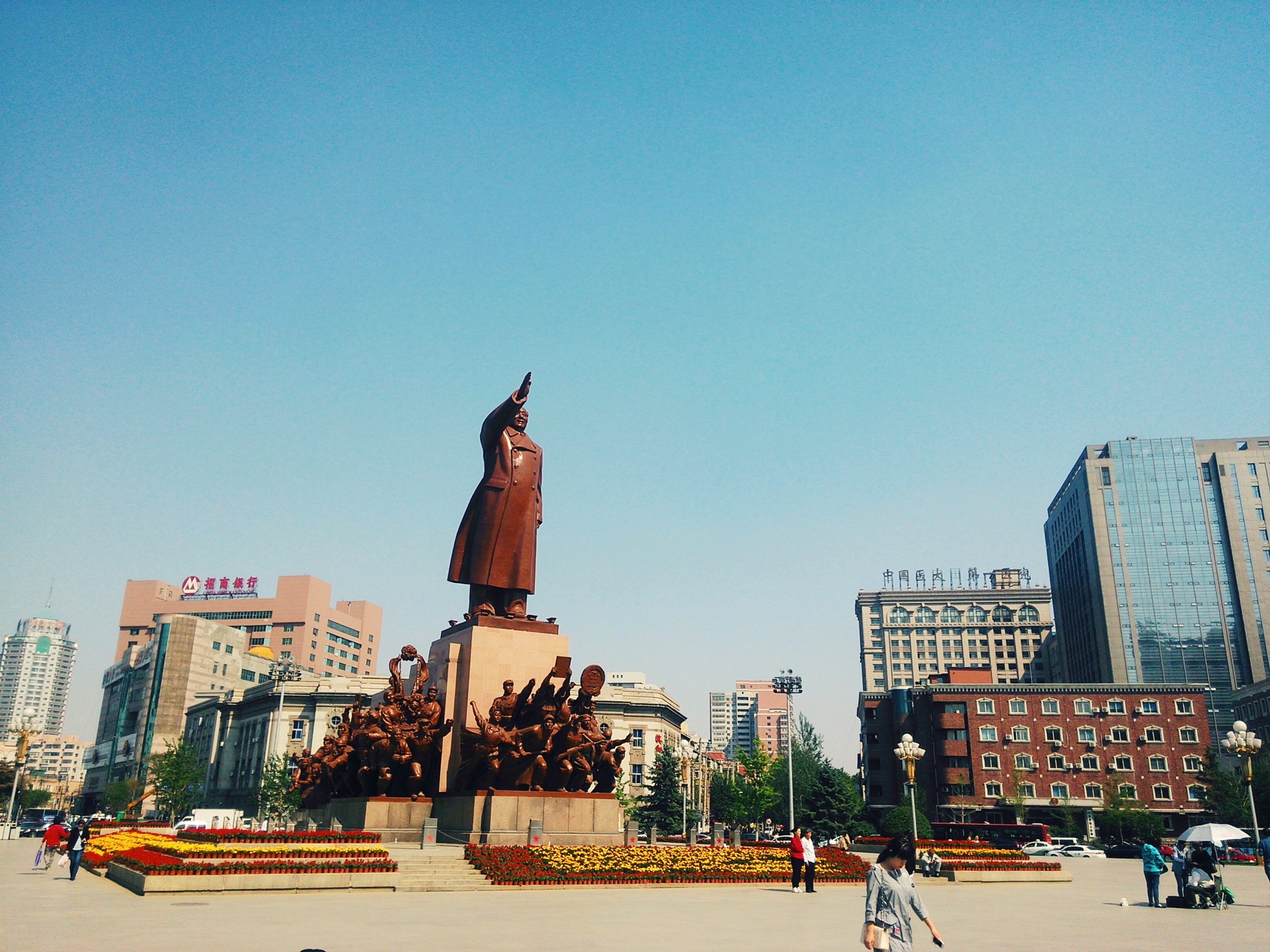
La statue de Mao à Shenyang.

Le culte de la personnalité de Mao Zedong commence avec la longue marche (1935-1936).
De 1949 à 1976, le régime communiste chinois s'est identifié « à un seul homme, à un seul visage reproduit à des milliards d'exemplaires sur tous les supports imaginables ». Certains portraits de Mao connaîtront une diffusion de plus d'un milliard de copies. Ainsi pendant la révolution culturelle, le très officiel portrait de Mao Zedong de la place Tian'anmen est diffusé à travers le pays à deux milliards deux cents millions d'exemplaires.

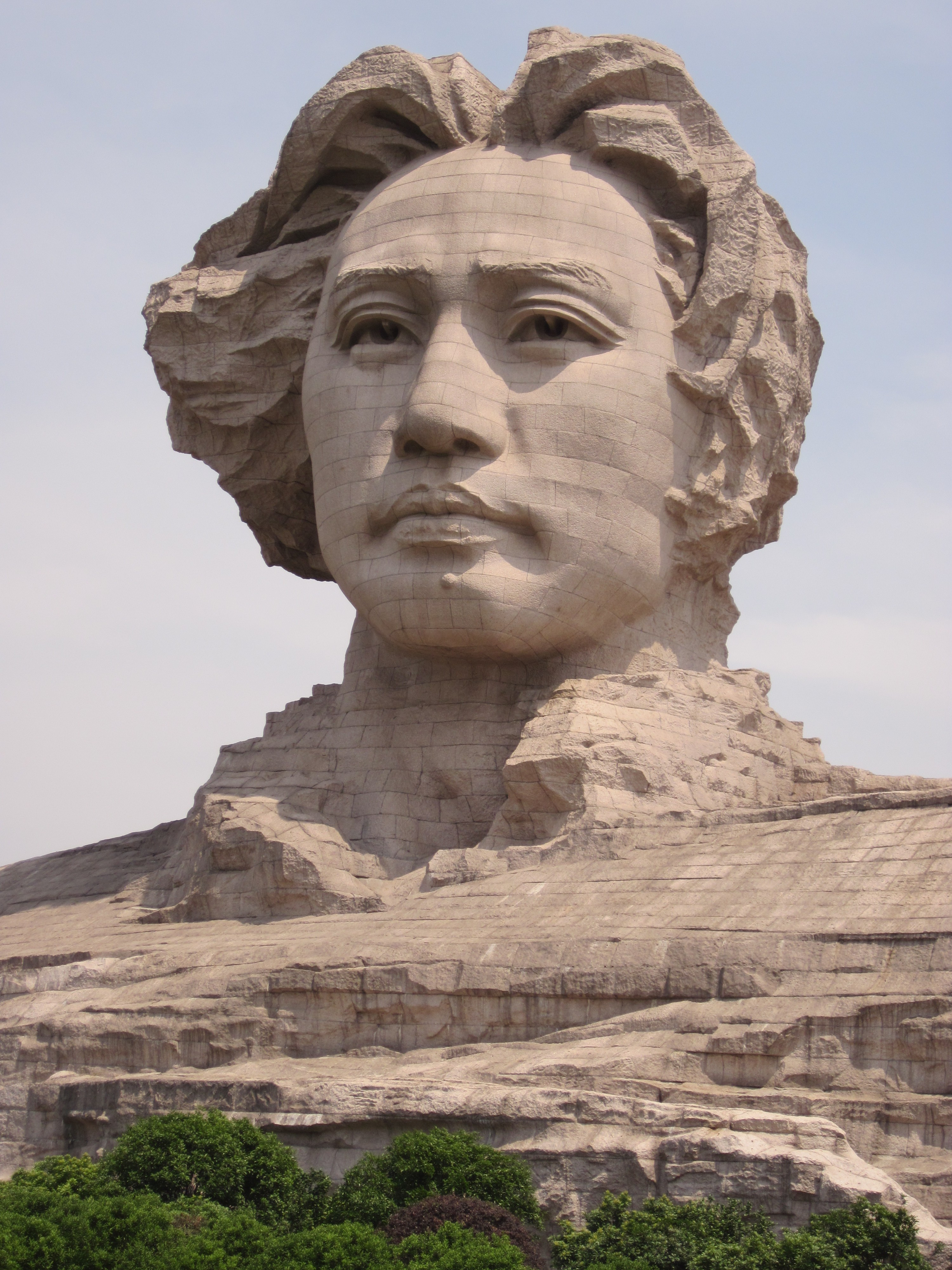
Statue de Mao jeune à Changsha.

### Petit Livre rouge
Des citations choisies ont été rassemblées et publiées dans les années 1960 sous le nom de Petit Livre rouge, très en vogue pendant la révolution culturelle. Les premières éditions, préfacées par une calligraphie de Lin Biao, furent mises au pilon lorsque ce compagnon de Mao tomba en disgrâce. Les éditions qui circulaient en France au moment de Mai 68 étaient munies de cette préface.
Les Chinois devaient l’étudier le matin et le soir. À l’époque, en Chine, on l’appelait quotidiennement « Livre-trésor rouge ». Il était interdit de quitter la maison sans l’avoir sur soi. Mao Zedong visait à retrouver son pouvoir et son influence à la suite du désastre du Grand Bond.
À sa sortie publique le 1er octobre 1966, il s’est écoulé à plus d’un million d’exemplaires. Selon Michel Bonnin, sinologue, le Petit Livre rouge devait à la base servir d’outil d’éducation politique et offrir des solutions pour la vie quotidienne des soldats/paysans. Il résume que cet outil est de l’idéologie appliquée. Initialement, Mao Zedong le destinait seulement à l’armée (entre 1964 et 1966). Finalement, il devint un élément déclencheur du culte de Mao en 1966. En effet, les manuels scolaires de l’époque cessent d’être imprimés au bénéfice des Citations de Mao Zedong.
En deux années environ 600 millions d’exemplaires ont été imprimés. Le prix de revente est à peine au-dessus du coût de production afin de le rendre accessible à tous. Les banques d’État accordent des prêts sans intérêt aux imprimeurs afin de pousser sa production de masse. Bien que le but de cet ouvrage était d’endoctriner et de dominer les masses, il est utilisé comme arme rhétorique ce qui contraint Mao Zedong à mobiliser l’armée pour intervenir[Quoi ?].
Puis en 1969, le parti réduit le culte voué à Mao Zedong : les ventes du livre chutent drastiquement. Toujours selon Michel Bonnin : « même si aujourd’hui le Parti le considère comme une relique de l’histoire, jamais la Chine post-maoïste n’a élaboré un outil de soft power aussi puissant ».

### Cinéma
En avril 1949, le Bureau central du cinéma, société d’État fondée à Pékin, fut mandaté afin de surveiller le contenu cinématographique chinois. L'objectif principal du cinéma de l’époque était de toucher un maximum de personnes. Son influence sur l’opinion populaire s’avéra donc indéniable. Mao Zedong imposa des règles strictes à cette industrie et imposa la concordance entre les contenus diffusés et les intentions idéologiques du parti. Un film pouvait être censuré si son thème ou son angle ne correspondaient pas aux normes imposées par Mao Zedong et par son parti.
Ce système de contrôle cinématographique administré par l’État dura de 1949 à 1952. Ensuite, les activités relatives au cinéma chinois furent transférées à la supervision du bureau de la propagande de Chine ainsi qu'à la division de la culture.
L’industrie du cinéma chinois à caractère socialiste disposait d’énormes moyens et de beaucoup de ressources permettant de manipuler et de gérer la distribution des œuvres. Leur utilisation était contrôlée. Le cinéma chinois était donc sous l’emprise du gouvernement de Mao Zedong. De plus, Mao Zedong sélectionnait uniquement des artistes sympathisant à la cause maoïste afin de pouvoir réaliser les films. Conséquemment, les cinéastes de l’industrie du film chinois ont créé de nouveaux types de films en relation directe avec la notion d’éducation politique dans la société chinoise maoïste. Le cinéma a joué un rôle important dans la propagande de Mao Zedong. Le cinéma, selon la conception de Mao Zedong, servait avant tout à mettre en avant l’aspect politique positionnant ainsi la qualité artistique en second plan.
Le cinéma militant de l’époque, à connotation communiste, amène l’équipe de cinéma Yan’an à réaliser trois films afin de relater les activités militaires et politiques ordonnées par Mao Zedong. À cet effet, le cinéma ayant des vertus de diffusion à un large public, permet la diffusion au grand public de la puissante idéologie maoïste.

## Famille et vie privée

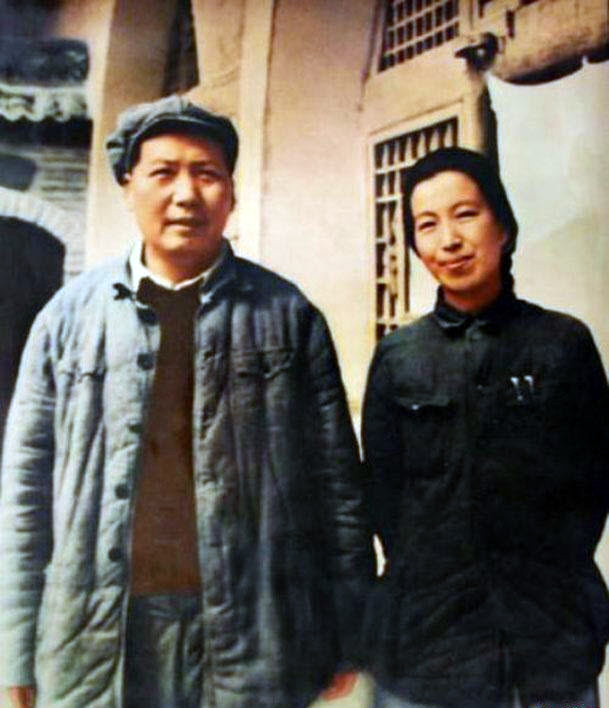
Mao et sa quatrième épouse, Jiang Qing, en 1946.

### Famille
Mao Zedong avait deux frères, qui jouèrent un rôle important dans l'ascension du parti communiste : Mao Zemin (1896-1943) et Mao Zetan (en) (1905-1935). Il avait aussi une sœur adoptive, Mao Zejian (en) (1905-1929). Tous les trois furent exécutés par le Kuomintang durant la guerre civile.
Son neveu, Mao Yuanxin (né en 1941), fils de son frère cadet Mao Zemin, joue un rôle important durant la révolution culturelle. Étant proche de la bande des Quatre, il est arrêté et emprisonné comme eux après la mort de son oncle.

### Quatre mariages et douze enfants
Mao Zedong s'est marié quatre fois et a eu au moins douze enfants, dont seuls trois ont survécu à l'âge adulte.
Alors qu'il la refuse, Mao Zedong se voit imposer une union à l’âge de treize ans avec Luo Yixiu, une cousine de son village natal, qui meurt trois ans après les noces. Les témoignages ne s'accordent pas sur le fait de savoir si le mariage a été consommé ou pas. Ce mariage forcé fait de lui un fervent défenseur des droits des femmes et lui laisse dire plus tard que « le mariage est un viol indirect des enfants par leurs parents ».
Avec sa deuxième épouse, Yang Kaihui (1901-1930), la fille d'un de ses professeurs, naissent trois fils ; Mao Anying (1922-1950) meurt pendant la guerre de Corée, Mao Anqing (1923-2007) est un enfant porteur de handicap mental et Mao Anlong (1927-1931) meurt en bas âge. Mao abandonne son épouse pour vivre, à partir 1928, avec He Zizhen. Sa femme Yang Kaihui est exécutée par les nationalistes en 1930 à Changsha, ses enfants se retrouvent dans les rues de Shanghai vivant de mendicité. Puis les deux aînés sont envoyés à Moscou. Ils reviennent auprès de Mao en 1946.
Puis il a six enfants (trois garçons et trois filles) avec sa troisième épouse, He Zizhen (1909-1984), dont Mao Anhong (né en 1932), qui vécut avec son oncle Mao Zetan puis avec l'un des gardes de ce dernier et Li Min (en)(née en 1936). Li Min est envoyée à Moscou en 1941 et rentre en Chine en 1949. Elle se marie en 1959 à un fils de général ; sa belle-mère Jiang Qing la fait expulser de Zhongnanhai. Elle est mise en cause pendant la révolution culturelle, puis après la chute de la bande des Quatre en 1976.
Mao Zedong et sa quatrième épouse, Jiang Qing (1914-1991), ont une fille Li Na (en), née en 1940 à Yan'an. Fille préférée de Mao Zedong, elle fait des études d'histoire et occupe des postes de plus en plus importants dans le Parti communiste chinois. Elle fait une dépression et disparait de la scène publique. Elle reste auprès de sa mère jusqu'en 1991.
En 1918, au moment de fonder la Société d’étude des hommes nouveaux (Xinmin Xuehui), Mao Zedong profère le vœu de ne jamais se marier, « par horreur du système inhumain d'exploitation qu'est le mariage ». Les membres de la Société doivent se plier au refus absolu de la sexualité, lié selon l'universitaire Shuaijun Mallet-Jiang à « son rejet d’un système de mariage entièrement fondé sur l’inégalité des sexes qui avilit la femme et aliène l’homme » et non pas à « l'idée de péché de chair ». Les membres de la Société choisissent plus largement de se détourner des choses de l'amour. Mao considère alors que le mariage n'est « rien d'autre que la satisfaction d'un désir charnel », et que « les désirs de nourriture et de sexe sont fondamentaux ».
Selon son médecin personnel, Mao estime que faire l'amour avec de nombreuses jeunes filles lui apporterait « force et longévité » à la fin de sa vie. Il avait alors imposé à tout le pays de fonder des couples monogames et sans divorce, dont le mariage était supervisé par le Parti.
Sa petite-fille Kong Dongmei, issue du troisième mariage, et son mari Chen Dongsheng figurent au 242e rang d'une liste de riches chinois établie par un magazine financier chinois. Leur fortune est estimée à 620 millions d'euros. Kong Dongmei aurait aussi enfreint la politique de l'enfant unique avec trois enfants. Son petit-fils Mao Xinyu (fils de Mao Anqing) est devenu, en 2010, à 40 ans, le plus jeune général de l'APL. Cette nomination a fait l'objet de critiques.

### Vie privée

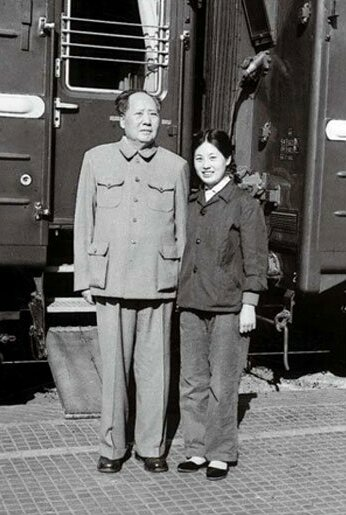
Mao Zedong et sa maîtresse Zhang Yufeng, en 1964.

Le sinologue Philippe Paquet indique que le médecin personnel de Mao, Li Zhisui, le caractérise comme « un homme à l’hygiène de vie pour tout dire répugnante, et aux mœurs bien plus décadentes que dissolues selon les normes mêmes que le pouvoir maoïste imposait avec la rigueur la plus stricte au commun de ses sujets ».
Mao Zedong commence à tromper sa femme Jiang Qing en 1942. Au début de la révolution culturelle (1966-1976), Jiang Qing ne vit plus avec Mao Zedong à Zhongnanhai. Ce dernier conserve à ses côtés « plusieurs protégées », une de celles-ci est Zhang Yufeng. Issue d'une famille de cheminot, contrôleuse dans les chemins de fer, elle est affectée au train spécial de Mao Zedong. Celui-ci l'a connue en 1962 alors qu'elle avait dix-huit ans et lui soixante-huit ans. Elle reste à ses côtés jusqu'à sa mort avec un « pouvoir considérable » car elle était la seule à savoir lire sur les lèvres de son amant. Jiang Qing obtient l'amitié de la maîtresse de son mari en la couvrant de cadeaux, elle garde ainsi la possibilité de voir celui-ci. Zhang Yufeng assure aussi, auprès du Grand Timonier, un véritable secrétariat politique sans oublier ses propres intérêts et ceux de sa famille.

### Patrimoine
Mao Zedong est un homme riche. Il reçoit un salaire qui atteint 610 yuan dans les années 1950 alors que le salaire d'un ouvrier dépasse rarement 30 yuan. L'essentiel de sa fortune vient de ses droits d'auteur. Sa fortune, selon les sources, est estimée à un million de yuan dans les années 1950 voire trois millions au début de la révolution culturelle.

## Bilan controversé
Mao Zedong reste un des personnages les plus connus et les plus controversés du XXe siècle et de l’histoire de la Chine.
Le Parti communiste chinois le présente comme celui qui a restauré l’unité et l’indépendance nationale de la Chine, au terme de décennies de divisions intestines et de « semi-colonisation » par l’Occident, et ne dit rien du rôle majeur joué par le Kuomintang et l'armée américaine dans la libération du pays de l'envahisseur japonais. La propagande à son endroit, organisée massivement durant plusieurs décennies, fut telle que des partis et groupuscules maoïstes à travers le monde continuent à révérer Mao comme un grand révolutionnaire dont la pensée serait la quintessence du marxisme. Dans le monde, des hommes souvent à mille lieues du marxisme et du maoïsme ont salué en lui un stratège militaire de génie, un patriote ayant su rendre sa dignité à son pays, un dirigeant du tiers monde et un personnage d’une envergure historique peu commune, dont l’épopée fascine encore aujourd’hui.
Le bilan de ses politiques successives, entre 1949 et 1976, comporte des résultats positifs. L'espérance de vie en Chine est passée d'environ 35 ans avant 1949 à 65 ans en 1976. Au début des années 1970, Shanghai avait un taux de mortalité infantile inférieur à celui de New York,. En seulement une génération, le taux d’alphabétisation passa de 15 % en 1949 à 80-90 % au début des années 1970. Entre 1949 et 1975 l'économie de la Chine, l’éternel « infirme d’Asie », a accompli de grands progrès. Ces bonnes performances ont toutefois été entrecoupées d'épisodes catastrophiques, lors du Grand Bond en avant en particulier, si bien qu'en 1976 le PIB par habitant de la Chine ne représentait plus que 24,5 % de celui de la Corée du Sud en dollars internationaux (parité de pouvoir d'achat), contre 52,5 % en 1950 (base d'Angus Maddison).
De plus en plus d’historiens démontent la légende et insistent sur les travers de l'homme et du dictateur dont les choix ont causé la mort de plusieurs dizaines de millions de personnes en Chine. Les carences des programmes les plus significatifs de Mao Grand Bond en avant et révolution culturelle surtout ont été mises en avant ; leur coût humain est estimé aujourd’hui à plusieurs dizaines de millions de morts. Dans un article intitulé Retrouver la vérité de Mao en tant qu’être humain, Mao Yushi considérait que « la fausse divinité Mao serait finalement éliminée et qu'il serait traduit en justice. ». Ainsi il répertoriait les crimes de Mao avec le Grand Bond en avant et ses trois ans de famine et 30 millions de morts par la faim ; la révolution culturelle qui a « tué 50 millions d’âmes » avec la lutte des classes. Enfin Mao Zedong était particulièrement licencieux mais « personne n’osait le critiquer ». Mao Yushi estime à 50 millions le nombre de victimes entre 1949 et 1979.
Les historiens occidentaux ont vu dans son exercice du pouvoir un autoritarisme typique des dirigeants totalitaires : mise en place d'un parti unique (et donc régime autoritaire et anti-démocratique), propagande, primauté du militaire, État policier (arrestations arbitraires, tortures…), endoctrinement politique dès l’enfance, autocritiques obligatoires (les séances de lutte), camps de concentration (le laogai), répression des minorités (Ouïghours, appropriation du Tibet lancée en octobre 1950), eugénisme… Ce trait ultra-répressif, commun à la plupart des pays ayant adopté un régime stalinien (URSS, Cambodge, Corée du Nord…), est à replacer dans le contexte du déclin de l’impérialisme colonial, puis de la guerre froide.[réf. nécessaire]
En outre, il reste délicat d'évaluer dans l’action et les idées de Mao la part de l'idéologie socialiste, souvent largement utilisée comme propagande de façade, et la part des jeux de pouvoir en sa faveur, qui semblent avoir dominé ses choix politiques pour la Chine. Il est également difficile de juger de la place de Mao dans la continuité de la très longue histoire chinoise : rupture radicale avec le passé ou règne d’un nouvel empereur de Chine d’une nature inédite ? Presque jamais sorti de Chine, ne parlant aucune langue étrangère, Mao s'est nourri avant tout de la culture classique de l’ancien empire du Milieu.[réf. nécessaire]
Frank Dikötter, historien de l’université de Hongkong, estime que 45 millions de Chinois ont péri dans la famine de 1958 à 1962 résultant du Grand Bond en avant, avec des millions d'entre eux battus à mort, un bilan selon lui comparable à la totalité de la Seconde Guerre mondiale ce qui fait parfois dire que « Mao avec Staline et Hitler est l’un des plus grands meurtriers de masse du xxe siècle ».

## Œuvres écrites de Mao

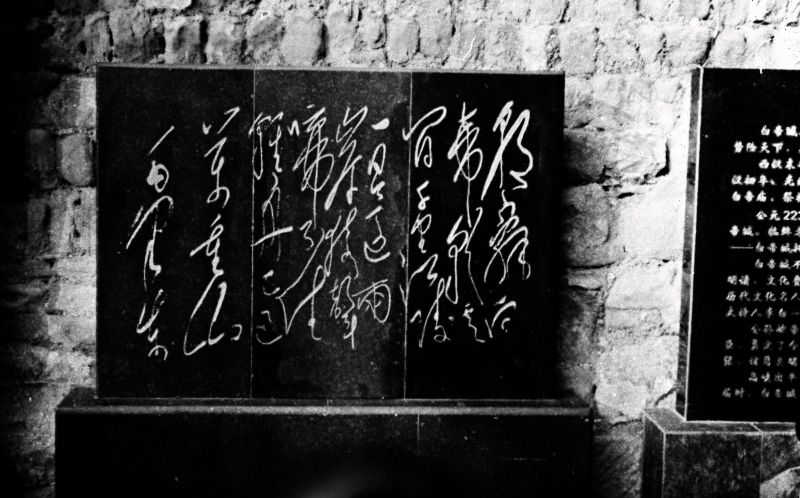
Calligraphie de Mao: une plaque en bronze où est écrit un poème de Li Bai.

Mao a écrit de la poésie, principalement dans les formes ci et shi (en). Pour Simon Leys, la poésie de Mao est de qualité médiocre, ses poèmes doivent leur célébrité à celle du dirigeant politique. Seul fait exception le poème Neige ; Ainsi le sinologue Arthur Waley qualifiait cette poésie : « moins mauvaise que la peinture de Hitler, mais pas aussi bonne que celle de Churchill ».
En plus du Petit Livre rouge, Mao est l’auteur de plusieurs autres traités philosophiques, rédigés avant et après son accession au pouvoir :
- De la pratique, 1937 ;
- De la contradiction, 1937 ;
- De la nouvelle démocratie, 1940 ;
- De la littérature et de l’art, 1942 ;
- De la juste solution des contradictions au sein du peuple, 1957 ;
- La Guerre révolutionnaire, recueil de deux textes :
  - Problèmes stratégiques de la guerre révolutionnaire en Chine, 1936,
  - Questions de stratégie dans la guerre de partisans antijaponaise, 1938 ;
- À la mémoire de Norman Bethune ;
- Servir le Peuple.

## Dans les arts et la culture populaire

### Filmographie

#### Cinéma
- 1969 : L'Homme le plus dangereux du monde de J. Lee Thompson, joué par Conrad Yama.
- 1981 : The Xi'an Incident de Cheng Yin, joué par Gu Yue.
- 1986 : Dr. Sun Yat-sen de Ding Yinnan, joué par Wang Zhen.
- 1990 : Docteur Norman Bethune de Phillip Borsos, joué par Zhang Ke-Yaw.
- 1995 : Nixon d'Oliver Stone, joué par Ric Young.
- 1997 : Kundun de Martin Scorsese, joué par Robert Lin.
- 1998 : The Great Military March Forward: Engulf the Southwest de Song Yeming et Zhu Jianming, joué par Gu Yue.
- 1999 : Fight for Nanjing, Shanghai and Hangzhou de He Xiaojiang et Shi Wei, joué par Gu Yue.
- 2009 : The Founding of a Republic de Huang Jianxin et Han Sanping , joué par Tang Guoqiang.
- 2011 : The Founding of a Party de Huang Jianxin et Han Sanping, joué par Liu Ye.
- 2015 : 
  - Cairo Declaration de Hu Ming-Gang et Wēn Dé-Guāng, joué par Tang Guoqiang.
  - The Hundred Regiments Offensive de Ning Haiqiang et Zhang Yuzhong, joué par Tang Guoqiang.
- 2016 : My Uncle Zhou Enlai de Chen Li, joué par Tang Guoqiang.
- 2017 : The Founding of an Army de Han Sanping et Andrew Lau, joué par Liu Ye.
- 2019 : Mao Zedong 1949 de Huang Jianxin et Ning Haiqiang, joué par Tang Guoqiang.

### Télévision

#### Téléfilm
- 1996 : On Dangerous Ground de Lawrence Gordon-Clark, joué par Tony Xu.

#### Série
- 1969 : Monthy Python, joué par Basil Tang.
- 2013 : Mao Zedong de Gao Xixi, joué par Hou Jingjian (jeune) et Tang Guoqiang (adulte).
- 2016 : Marshal Peng Dehuai de Song Yeming, joué par Tang Guoqiang.

### Jeux vidéo
Mao Tsé-Tung apparait dans Civilization IV comme dirigeant de la Chine avec Qin Shi Huang.

## Documentaire
- 2006 : Mao, une histoire chinoise, Réalisation/Écriture : Adrian Maben, Philip Short, Arte France.
- 2024 : Mao, l’empereur rouge de Lucio Mollica.